# Vela Spila
Vela Spila es una cueva cercana a la ciudad de Vallegrande o Vela Luka (isla dálmata de Curzola o Korcula, actual Croacia), que contiene un yacimiento arqueológico de importancia. Los hallazgos de su excavación se exhiben en el "Centro para la Cultura" de la localidad.
Está ubicada sobre Pinsky Rat, con una elevación de aproximadamente 130 metros. La cueva consta de una caverna en forma elíptica, que mide 40 metros de longitud, 17 metros de altura y aproximadamente 40 metros de ancho. Hay dos aberturas en el techo de la cueva, que fueron causadas por un colapso. Las fechas de estos dos derrumbes están aún por determinar. Vela Spila significa "Cueva Grande" en idioma croata.
La cueva aparece mencionada en la parte final del Estatuto de Korcula (siglo XV).
Nikola Ostoic, historiador local, comisario del museo y coleccionista de antigüedades, visitó la cueva en 1835 y fue la primera persona en describirla en la literatura moderna (Compendio Storico Dell Isola Di Curzola, 1856).
La investigación científica del lugar comenzó al final de la década de 1940. El arqueólogo Marinko Gjivoje visitó el lugar en 1949. En 1951, Marinko Gjivoje, Boris Ilakovac y Vinko Foretic realizaron una excavación preliminar, cuyos resultados fueron prometedores. Sobre la base de sus hallazgos, Grga Novak decidió emprender en septiembre de 1951 una excavación para confirmar los posibles vínculos con la isla de Hvar; publicando sus resultados preliminares en los Anales de la Academia Yugoslava.
Desde 1974 se han repetido campañas con periodicidad casi anual, primero dirigidas por Grga Novak y desde 1978 a por Bozidar Cecuk. Franko Oreb es un miembro permanente del equipo, y Dinko Radic se incorporó en 1986.
Se han encontrado restos mesolíticos y neolíticos datados entre 7380-7080 a. C. Posteriores hallazgos han sido datados entre 13.500-12.600 a. C. La datación por carbono 14 muestra actividad humana desde hace veinte mil años.
La ocupación de la cueva continuó en la época post-neolítica. En los estratos del Eneolítico hay vínculos con la cultura Hvar, fase a la que siguen inmediatamente los de la Edad del Bronce.
En 1986 se hallaron restos humanos de dos adultos, datables en época neolítica. Han recibido los nombres populares de Baba i Dida ("abuelo y abuela").
Las campañas de excavaciones de 2001 al 2006 produjeron 36 artefactos cerámicos datables en el Paleolítico Superior (Epigravetiense), de una antigüedad entre 17,500 y 15,000 años. Son las únicas muestras de arte figurativo cerámico en Europa suroriental del periodo.